# Greensburg (Kentucky)
Greensburg è una città degli Stati Uniti d'America, capoluogo della Contea di Green, in Kentucky. Secondo il censimento del 2000 la popolazione era di 2.396.

## Geografia fisica

### Territorio
Le coordinate geografiche di Greensburg sono 37°15′35″N 85°29′52″W. Greensburg occupa un'area totale di 4,9 km², tutti di terra.

### Clima
Il clima in questa zona è caratterizzato da estati calde e umide e da inverni freschi e generalmente miti. Secondo Classificazione dei climi di Köppen, Greensburg ha un clima subtropicale umido, abbreviato in CFA sulle mappe climatiche.

## Società

### Evoluzione demografica
Al censimento del 2000, risultarono 2 396 abitanti, 1061 nuclei familiari e 648 famiglie residenti in città. Ci sono 1190 alloggi con una densità di 240,6/km². La composizione etnica della città è 92,99% bianchi, 4,63% neri o afroamericani, 0,08% nativi americani, 0,38% asiatici, 0,50% di altre razze e 0,96% ispanici e latino-americani. Dei 1061 nuclei familiari il 24,8% ha figli di età inferiore ai 18 anni che vivono in casa, 43,6% sono coppie sposate che vivono assieme, 14,1% è composto da donne con marito assente, e il 38,9% sono non-famiglie. Il 37.1% di tutti i nuclei familiari è composto da singoli 13,7% da singoli con più 65 anni di età. La dimensione media di un nucleo familiare è di 2,12 mentre la dimensione media di una famiglia è di 2,75. La suddivisione della popolazione per fasce d'età è la seguente: 21,5% sotto i 18 anni, 7,7% dai 18 ai 22 22.1% dai 25 ai 44, 23,4% dai 45 ai 64, e il 25,3% oltre 65 anni. L'età media è di 44 anni. Per ogni 100 donne ci sono 78,5 maschi. Per ogni 100 donne sopra i 18 anni, ci sono 71,5 maschi. Il reddito medio di un nucleo familiare è di $20 556 mentre per le famiglie è di $29 818. Gli uomini hanno un reddito medio di $26 065 contro $18 031 delle donne. Il reddito pro capite della città è di $14 296. Circa il 21,3% delle famiglie e il 24,5% della popolazione è sotto la soglia della povertà. Sul totale della popolazione il 34,8% dei minori di 18 anni e il 13,3% di chi ha più di 65 anni vive sotto la soglia della povertà.